# Střelná
Střelná (deutsch Strzelna) ist eine Gemeinde in Tschechien. Sie liegt 19 Kilometer südöstlich von Vsetín an der Grenze zur Slowakei und gehört zum Okres Vsetín.

## Geographie
Střelná befindet sich auf dem Lissapass (Lyský průsmyk) zwischen den Javorníky, Weißen Karpaten und der Vizovická vrchovina. Das Dorf liegt im Tal der Střelenka, eines kleinen Zuflusses zur Senice. Nordöstlich des Dorfes entspringt der Bach Lysky, der in die Slowakei fließt. Nördlich erhebt sich der Čubek (678 m), im Nordosten der Čubův kopec (720 m) und im Südosten der Končitá (817 m).
Nachbarorte sind Francova Lhota im Norden, Strelenka im Osten, Študlov im Süden, Valašské Příkazy im Südwesten, Horní Lideč im Westen sowie Lidečko im Nordwesten.

## Geschichte
Střelná entstand wahrscheinlich in der Mitte des 13. Jahrhunderts während der Kriegszüge Ottokar II. Přemysl gegen die Ungarn. Am Hügel Tisůvek wurde zu dieser Zeit eine Feste zum Schutz der Grenze und des Passes errichtet. In dem mährischen Grenzdorf an der Grenze zu Ungarn siedelten ursprünglich Bogenschützen, die den Pass und die Landesgrenze gegen Einfälle verteidigten. Von diesen Schützen leitet sich auch der Name des Ortes ab. Erstmals urkundlich erwähnt wurde das Dorf 1479 im Zuge einer Grenzstreitigkeit zwischen den Herrschaften Brumov und Lednice. Im 16. Jahrhundert erwarben die Herren von Lomnitz das zur Herrschaft Brumov gehörige Dorf.
Bis ins 18. Jahrhundert hatten die Bewohner unter Einfällen von ungarischer Seite zu leiden. 1663 fielen die Türken ein und verwüsteten das Dorf. Zwischen 1704 und 1708 ruinierten die Kuruzen den Ort.
Die Grenzwachdienste, die auch die Bewohner von Lidečko zu leisten hatten, erfolgten bis ins 18. Jahrhundert. 1827 entstand die erste Schule. Ab der Mitte des 19. Jahrhunderts entstanden in der Gegend erste Manufakturen und Fabriken für Glas und Sitzmöbel. Die wirtschaftliche Notlage führte dazu, dass seit der Mitte des 19. Jahrhunderts Einwohner des Ortes nach Amerika auswanderten. Durch den Bau der zweigleisigen Hauptbahn Púchov–Horní Lideč und eines Tunnels fanden zwischen 1933 und 1935 viele Bewohner wieder Arbeit im Ort. Der Tunnelbau erfolgte durch italienische Fachleute von zwei Seiten aus. Als der Bau abschlossen war, fanden die meisten der Einwohner Arbeit bei der Československá zbrojovka in Vsetín und Bohuslavice nad Vláří.

## Ortsgliederung
Für die Gemeinde Střelná sind keine Ortsteile ausgewiesen.

## Sehenswürdigkeiten
- Kirche Mariä Himmelfahrt
- Glockenspiel
- Čubův kopec mit einem 1991 errichteten 16 m hohen hölzernen Aussichtsturm

## Persönlichkeiten
Aus Střelná stammen die Vorfahren des Bischofs Josef Karel Matocha.
Nach dem Attentat auf Reinhard Heydrich wurde am 20. Oktober 1942 das Ehepaar Sívkov in Konzentrationslager deportiert. Františka Sívková, die Schwester des am Attentat beteiligten Josef Valčík, starb 1943 im KZ Mauthausen. Ihre vier Kinder Vratislav, Stanislav, Miroslav und Marta wurden getrennt und zur Adoption freigegeben.